# Leicester Square
La place de Leicester (en anglais : Leicester Square) est une place piétonne située dans le West End de Londres, au Royaume-Uni. Elle se trouve à l'ouest de Charing Cross Road, au nord de la place de Trafalgar et à l'est de Piccadilly Circus. De nos jours, la place est bordée de salles de cinémas, de restaurants, de pubs, de discothèques et est le lieu d'une intense agitation, surtout la nuit et les fins de semaine.

## Historique de la place Leicester

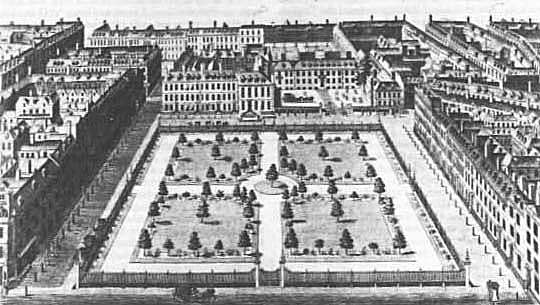
La place Leicester en 1750 vers le nord. La grande demeure au coin nord-est est Leicester House, à l'époque résidence de Frédéric, prince de Galles.

Tracée dans les années 1670, la place était à l'origine un jardin (Les champs Leicester) faisant face au Leicester House, palais urbain des Sydney, comtes de Leicester, titre de noblesse dont est tiré le nom de la place. La demeure était bâtie sur le côté nord et les duellistes venaient y découdre dans l'ombre des fourrés.
Au XVIIIe siècle, la place devient un endroit élégant où des artistes fortunés comme Sir Joshua Reynolds ou William Hogarth viennent habiter. Le jardin était entièrement entouré de belles demeures et vers le milieu du XVIIIe siècle, Frédéric, prince de Galles résidait à Leicester House. En 1748, il fait ériger sur la place une statue équestre de son grand-père George Ier, statue qui sera finalement enlevée en 1841.
En 1789, la maison Leicester est abattue et on songe à édifier sur les lieux un opéra, dont Victor Louis, l'architecte du Grand Théâtre de Bordeaux réalise les plans. Ce projet ne verra jamais le jour. Le jardin tombe à l'abandon et les personnes fortunées quittent progressivement les lieux.
Les belles demeures aristocratiques sont alors transformées en hôtels, dont la plupart sont tenus par des Français comme l'hôtel Brunet, l'hôtel Sablonier ou encore l'hôtel de Provence.
En 1848, la place devint le théâtre d'un cas juridique fameux au Royaume-Uni : Tulk v Moxhay. L'ancien propriétaire d'une parcelle de terre de la place avait vendu le terrain à X par un contrat qui stipulait que la vente ne serait possible à la condition que l'acheteur X accepte qu'aucun édifice ne serait dans l'avenir construit dessus. Cet acheteur X accepta et revendit lui-même le terrain à un nouvel acheteur qui lui-même le revendit, etc. Finalement, l'ancien propriétaire, devenu plaignant, attaque un acheteur pour qu'il ne construise pas sur la parcelle comme cela avait été stipulé au départ. Sauf que l'acheteur n'avait pas pris part au contrat initial et selon la Loi n'était pas tenu par les engagements y figurant. Pourtant, le juge, Charles Pepys, 1er comte de Cottenham, en décida autrement et considéra que les futurs acheteurs de la terre seraient liés par le contrat initial, alors même qu'ils n'en étaient pas une partie contractante. Ce cas explique en grande partie pourquoi la place Leicester fut préservée et est de nos jours un espace piétonnier.

## La place Leicester de nos jours
Au centre de la place figure une statue de William Shakespeare, entourée par des dauphins érigée en 1874. Elle faisait face à une statue de Charlie Chaplin érigée en 1980 par John Doubleday. À la circonférence du pavage intérieur se trouvaient des plaques indiquant la direction des capitales du Commonwealth, des panneaux relatant l'histoire de la place et à chaque coin du parc, quatre bustes de résidents célèbres de la place : Sir Isaac Newton, Sir Joshua Reynolds (le premier président de la Royal Academy), John Hunter (un pionnier de la chirurgie) et William Hogarth (peintre célèbre). Seule la statue de William Shakespeare subsiste, à la suite de la modernisation de la place de novembre 2010 à mai 2012. Les célèbres empreintes de mains de stars qui entouraient la place ont elles aussi toutes été retirées, n'en laissant que quelques-unes au pied du cinéma Vue.

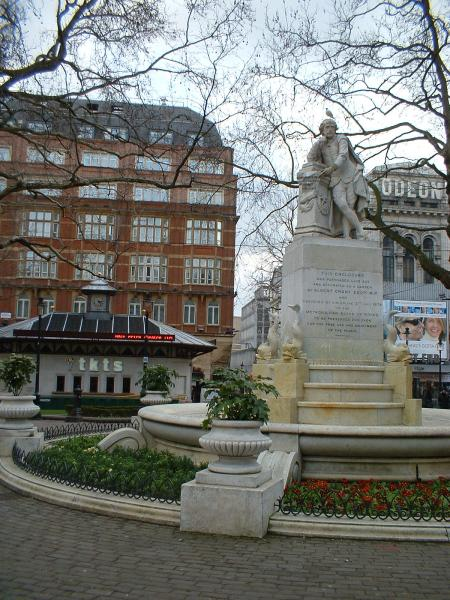
Le centre de la place Leicester avant 2011

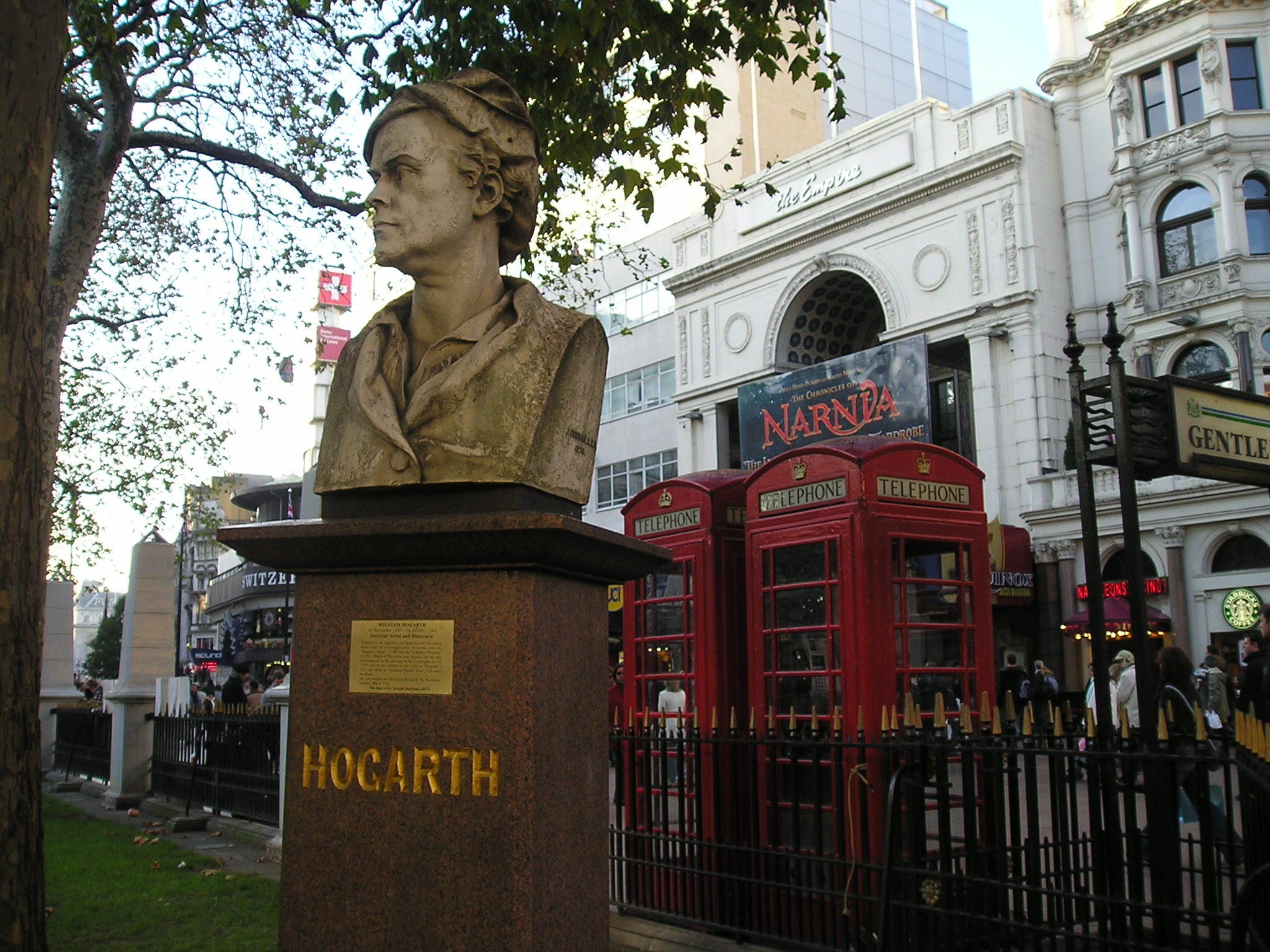
Statue de Hogarth (avant 2011)

La place Leicester est réputée pour son regroupement de grands cinémas. Ainsi, c'est souvent dans un des quatre cinémas de cette place qu'ont lieu les premières de films en Grande-Bretagne. L'endroit possède le plus grand écran de cinéma de la capitale aussi bien que la salle de projection ayant la plus grande capacité d'accueil.
La place abrite aussi le kiosque TKTS, anciennement connu sous le nom The Official London Half-Price Theatre Ticket Booth. Ce lieu de vente est la propriété et est géré par plusieurs théâtres de Londres. Les billets pour le jour même vendus dans ce kiosque pour les théâtres du West End sont en effet à demi-tarif. Devant le succès du kiosque officiel, plusieurs autres attractions se sont installés sur la place, vendant des billets pour les théâtres du West End. Ils se déclarent tout aussi officiels (ce qui n'est pas le cas) et revendiquent des billets vendus à demi-tarifs (ce qui n'est pas toujours le cas non plus).
La place abrite également plusieurs discothèques et, par conséquent, l'endroit est particulièrement fréquenté le vendredi et le samedi soir.
L'endroit regroupe aussi plusieurs radios dans un immeuble, Capital Radio et XFM, une radio indépendante.
Enfin, on trouve sur la place une église française, l'église Notre-Dame-de-France, construite sur l'emplacement d'une église antérieure qui fut détruite pendant la Seconde Guerre mondiale. L'édifice de plan circulaire, sobre et élégant, est un lieu de prière pour les Français de passage ou vivant à Londres et les Londoniens francophones.

## Les principaux cinémas

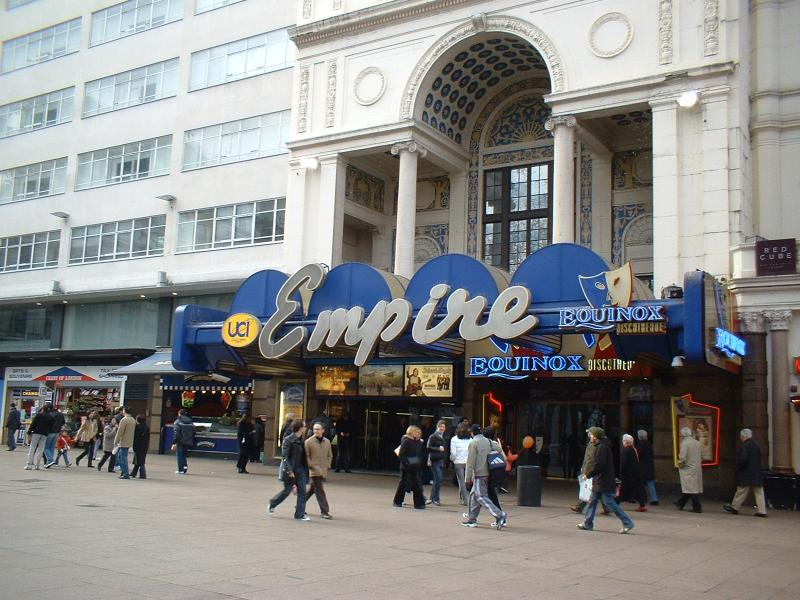
L'entrée du cinéma Empire, avant rénovation et ouverture du casino

- L'Odeon Leicester Square qui domine le côté est de la place a été l'un des premiers cinémas d'Europe à effectuer des projections en cinéma numérique (2000). Il accueillait la plus grande partie des premières de films. Il a une capacité d'environ 1 700 places.
- Le cinéma adjacent, l' Odeon Mezzanine possédait cinq petites salles (capacité d'accueil de 50 à 60 places pour chaque salle). Il a été remplacé en novembre 2012 par les «Studios», engoncés à l'arrière de l'échoppe d'une chaine de cafés, possédant 5 écrans de plus petites capacités (30 à 50 places).
- L'Empire, situé sur le côté Nord de la place, est le deuxième plus grand cinéma avec 1 330 sièges pour l'écran principal. Il possède également huit plus petites salles de 349, 96, 58, 49, 48, 42 et 23 places assises.
- L'Odeon West End (appelé Leicester Square Theater de 1930 à 1988), du côté sud de la place a deux écrans d'environ 1 000 places à chaque fois et accueille des premières de moindre importance que l' Odeon Leicester Square.
- Le Vue est situé au nord-est de la place. Il était auparavant un Warner Brothers Village, c’est-à-dire un multiplexe accueillant les premières des films Warner, mais comme tous les autres Warner Brothers Village, il a été revendu à Vue en 2004.
- À une courte distance vers l'ouest du square, sur le côté Sud de Panton Street, se situe l’Odeon Panton Street, un cinéma possédant quatre écrans.
- Le Prince Charles Cinema est un cinéma dont les places sont moins chères. Son programme n'est pas fait des dernières nouveautés cinématographiques, mais de films plus anciens ou cultes comme le Rocky Horror Picture Show. Il offre régulièrement des soirées à thème ou des marathons cinéma.

## Les principaux bars, discothèques et restaurants
- Hippodrome, devenu l'Hippodrome Casino en 2012
- Pizza Hut
- KFC
- Burger King
- Ben & Jerry's
- Radisson Edwardian Hampshire
- The Moon Under Water, un des nombreux pubs de la chaîne de pubs britannique J.D. Wetherspoon
- Equinox nightclub (fermé et reconverti en Empire Casino)
- Zoo Bar
- Oxygen
- All Bar One
- Home (fermé) était une discothèque disposée sur sept étages qui a ouvert en 2001 mais qui ferma dès 2002, à cause de problèmes de consommation de drogue à l'intérieur de l'établissement. Elle a rouvert en 2006 sous un autre nom.
- The Comedy Store
- The Metra club où l'ambiance se tourne plutôt vers des rythmes musicaux destinés aux jeunes.
- The Chiquito un des nombreux bars branchés de la place, on peut y boire un verre avec vue sur le parc et sur la place.
- The Sound bar est l'une des boîtes de nuit en vogue de la célèbre place.
- Bella Italia, de la chaine du même nom

## Dans l'art
- Leicester Square, la nuit (1901), tableau impressionniste de Claude Monet.